# Nah Neh Karān
Nah Neh Karān (persiska: نَنِه كَران, نُنَه كَران, نَنَكَرَن, نُنِه كَران, نُنَه گَران, نُنِه كَپان, نه نه كران, Naneh Karān) är en ort i Iran.   Den ligger i provinsen Ardabil, i den nordvästra delen av landet, 400 km nordväst om huvudstaden Teheran. Nah Neh Karān ligger 1 335 meter över havet och antalet invånare är 898.
Terrängen runt Nah Neh Karān är varierad. Runt Nah Neh Karān är det ganska tätbefolkat, med 139 invånare per kvadratkilometer. Närmaste större samhälle är Namīn, 7,0 km nordväst om Nah Neh Karān. Trakten runt Nah Neh Karān består till största delen av jordbruksmark.